# 第12航空艦隊 (日本海軍)
第十二航空艦隊（日语：／ Daijūni Kōkū Kantai ?）是旧日本海軍的一支陆基海军航空兵编制。十二航舰成立于太平洋战争中期，主要任务为监视、防守千島群島、库页岛、北海道等地区，提供空中支援。

## 历史
1943年（昭和18年）年中，随着盟军在太平洋上的反攻逐渐加强，日军在所罗门群岛及新几内亚一带陷入了苦战。日军原本成立了第十一航空艦隊，但一直与盟军在东南方向的中太平洋地区鏖战，无力顾及其他地区。为此，5月16日軍令部下令组建一支新的航空舰队。18日，十二航舰成立，隶属于聯合艦隊旗下。十二航舰以第27、第24航空战队为骨干，防守范围大致为日本本土及东北方向，十一航舰则负责剩下的区域。同年8月5日，日军成立東北方面艦隊，统一指挥第五艦隊及十二航舰，协调海军与陆军北方军的联系；东北方面舰队司令长官由原十二航舰司令长官担任，并兼任十二航舰司令长官。
1944年年中，日本海军为了应对美军在菲律宾的进攻而筹划了捷號作戰，为此从东北方面舰队抽调了十二航舰大部分兵力及第五舰队到菲律宾方向去，东北方面舰队基本成了空架子。12月5日，东北方面舰队解散，十二航舰重新归入联合舰队直属，原东北方面舰队司令部（兼充当十二航舰司令部）改为十二航舰司令部。同时日军还在尽力从日渐捉襟见肘的兵力中增强东北方向的防务能力。同年10月18日，军令部着手部署十二航舰与大凑警备府所属部队共同指挥的事宜，1945年2月15日，十二航舰司令部与大湊警備府司令部合并，大湊警備府司令长官兼任十二航舰司令长官。

## 编制

### 1943年8月5日，东北方面舰队新编成
- 第24航空战队：第531海軍航空隊（日语：第五三一海軍航空隊）、第752海軍航空隊（日语：第一航空隊）
- 第27航空战队：第281海軍航空隊（日语：第二八一海軍航空隊）、第452海軍航空隊（日语：第五海軍航空隊）、第801海軍航空隊（日语：横浜海軍航空隊）
- 第51航空战队：丰桥海军航空队（日语：豊橋海軍航空隊）、厚木海军航空队（日语：厚木海軍航空隊）

### 1944年4月1日，战时编制制度改定
- 第27航空战队：第252海軍航空隊、第452海軍航空隊、第752海軍航空隊、第801海軍航空隊
- 第51航空战队：第203海軍航空隊、第502海軍航空隊、第553海軍航空隊、第701海軍航空隊
- 千島方面根据地队（日语：海軍根拠地隊）
  - 第1驱逐队：野风（日语：野風 (駆逐艦)）、波風、神风（日语：神風 (2代神風型駆逐艦)）
  - 石垣、国後（日语：国後 (海防艦)）、八丈（日语：八丈 (海防艦)）、第3魚雷艇隊
  - 第51～53警備隊、占守通信隊、第15运输队
- 附属：第41航空基地隊

### 1944年8月15日，菲律賓海海戰后
- 直属：第51航空战队：第203海軍航空隊・第502海軍航空隊・第553海軍航空隊・第701海軍航空隊
- 千島方面根据地队
  - 第1駆逐隊：野風、波風、神風
  - 国後、八丈、第3魚雷艇隊
  - 第51～53警備隊、占守通信隊、第15运输队
- 附属：第452海軍航空隊

### 1945年3月1日，菊水作戰前
- 直属：东北海军航空队
- 千島方面根据地队
  - 国後、八丈、占守、择捉（日语：択捉 (海防艦)）、笠户（日语：択捉型海防艦）
  - 第3魚雷艇隊、快鳳丸
  - 第51～53、57警備隊、占守通信隊、第15特设运输队

### 1945年6月1日，战败前夕
- 直属：北東海軍航空隊
- 千島方面根拠地隊
  - 第3魚雷艇隊
  - 第51～53・57警備隊・占守通信隊・第15特設輸送隊

## 司令长官
1. 户塚道太郎（日语：戸塚道太郎） 海军中将：1943年5月18日 -
2. （兼）戸塚道太郎 海军中将：1943年8月5日 -（本职为东北方面舰队司令长官）
3. （兼）後藤英次（日语：後藤英次） 海军中将：1944年9月15日 - （本职为东北方面舰队司令长官）
4. 後藤英次 海军中将：1944年12月5日 -
5. （兼）後藤英次 海军中将：1945年2月15日 - （本职为大凑警备府司令长官）
6. （兼）宇垣完爾（日语：宇垣完爾） 海军中将：1945年3月15日 - 1945年10月1日（本职为大凑警备府司令长官）

## 参谋长
1. 一宮義之 海军少将：1943年5月18日 -
2. （兼）一宮義之 海军少将：1943年8月5日 -（本职为东北方面舰队参谋长）
3. 松本毅（日语：松本毅） 海军少将：1945年2月6日 -
4. （兼）鹿目善輔（日语：鹿目善輔） 海军少将：1945年2月15日 - 1945年10月1日（本职为大凑警备府参谋长）